# Haplochromis azureus
Espèce
Statut de conservation UICN

 VU D2 : Vulnérable
Synonymes
- Pundamilia azurea Seehausen & Lippitsch, 1998

Haplochromis azureus est une espèce de poisson appartenant à la famille des Cichlidae endémique du lac Victoria en Afrique.

## Référence
Seehausen, Lippitsch, Bouton & Zwennes Mbipi, the rock-dwelling cichlids of Lake Victoria: description of three new genera and fifteen new species (Teleostei). Ichthyological Exploration of Freshwaters, 9(2), August 1998: 129-228